# George Moose
George Edward Moose, né le 23 juin 1944 à New York, est un diplomate américain connu pour avoir occupé plusieurs postes de haut rang au sein du département d'État des États-Unis, notamment celui d'assistant secrétaire d'État aux affaires africaines de 1993 à 1997 sous l'administration Clinton, période marquée par le génocide au Rwanda. Il a également été président du conseil d'administration de l'Institut des États-Unis pour la paix (USIP) de 2021 jusqu'à son licenciement en mars 2025 par l'administration Trump.

## Biographie

### Jeunesse et formation
George Moose naît à New York en 1944 et grandit à Denver, dans le Colorado. Il obtient un diplôme en études américaines au Grinnell College en 1966, puis poursuit des études supérieures à la Maxwell School de l'université de Syracuse avant d'entrer dans le service diplomatique américain (Foreign Service) en 1967.

### Carrière diplomatique
Moose commence sa carrière avec des affectations à Washington D.C., à la Barbade, au Vietnam et aux Nations unies à New York. En 1983, il est nommé ambassadeur des États-Unis au Bénin, poste qu'il occupe jusqu'en 1986, suivi par un mandat d'ambassadeur au Sénégal de 1988 à 1991. De 1993 à 1997, il sert comme assistant secrétaire d'État aux affaires africaines, période durant laquelle il est confronté à la crise du génocide des Tutsis au Rwanda.
En 1997, il devient représentant permanent des États-Unis auprès des Nations unies à Genève, poste qu'il occupe jusqu'en 2001. En 2002, il reçoit le titre honorifique de Career Ambassador, une distinction rare dans le corps diplomatique américain.

### Institut des États-Unis pour la paix
En 2021, George Moose est nommé président du conseil d'administration de l'Institut des États-Unis pour la paix (USIP). Le 14 mars 2025, il est licencié de son poste de PDG et retiré du conseil par l'administration Trump, une décision justifiée par la Maison Blanche comme une mesure de conformité avec un décret exécutif récent visant à réorienter ou supprimer les programmes d'assistance étrangère financés par le gouvernement fédéral. La porte-parole de la Maison Blanche, Anna Kelly, déclare que ce licenciement vise à empêcher les « bureaucrates non conformes » de maintenir les agences en otage.

### Activités actuelles
Depuis 2003, Moose est professeur adjoint à l'Elliott School of International Affairs de l'université George-Washington, où il enseigne un cours intitulé « Réinventer les Nations unies ». Il est également fellow à l'Institute of Politics de l'université Harvard, où il dirige un groupe d'étude sur l'Afrique dans le système multilatéral.

## Vie personnelle
George Moose est marié à Judith Kaufmann.

## Distinctions
- Career Ambassador (2002)
- Senior Performance Award, Superior Honor Awards, Meritorious Honor Award (département d'État des États-Unis)